# Altremda
Das Dorf Altremda ist ein Stadtteil von Rudolstadt im Landkreis Saalfeld-Rudolstadt in Thüringen.

## Geografie
Altremda liegt nordwestlich in Richtung Ehrenstein etwa 1 km von der Kernstadt Remda entfernt. In nördlicher Richtung steigt die Gemarkung allmählich und dann steiler zum mit Wald bestandenen Kalmberg an. Der Berg und sein Umfeld besteht aus Muschelkalk, genauso wie der südwestlich liegende flachere Buchenberg. Zwischen den Anhöhen liegen in der Aue Böden aus Buntsandsteinverwitterung, die teilweise gemischt überlagert sind. Die gesamte Flur ist kupiert. Die Ortsverbindungsstraße Nahwinden-Ehrenstein-Remda verbindet Altremda mit der L 1050.

## Geschichte
Altremda wurde bereits wie die anderen Remda-Orte 750–779 urkundlich erstmals erwähnt.
- Dies war ein Siedlungskern, den es zu schützen gab, deshalb die Entwicklung einer befestigten Bastion und vielleicht die Burg als Vorposten in Ehrenstein.
- Den Angriff der amerikanischen Luftwaffe am 12. April 1945 habe ich von Ehrenstein aus dem Wald im Flurteil „Sand“ des Bauern Johannes Hedwig aus der Ferne beobachtet,  weil wir Nutztiere auf die Weide in das Liebestal in Sicherheit brachten.
- Altremda war und ist ein landwirtschaftlich geprägter Ort.
- Am 1. März 1974 wurde das Dorf in die Stadt Remda eingemeindet.

## Sehenswürdigkeiten

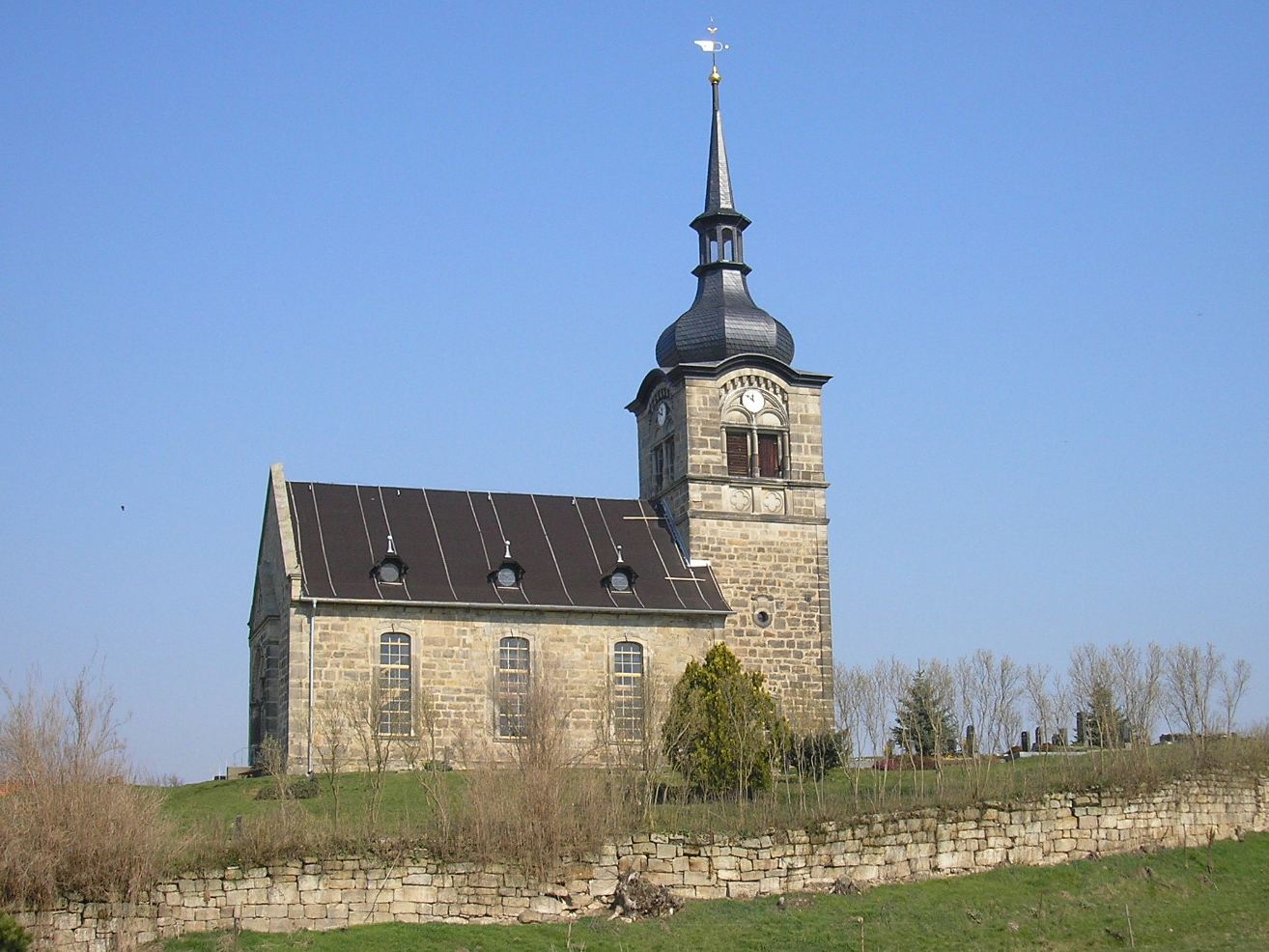
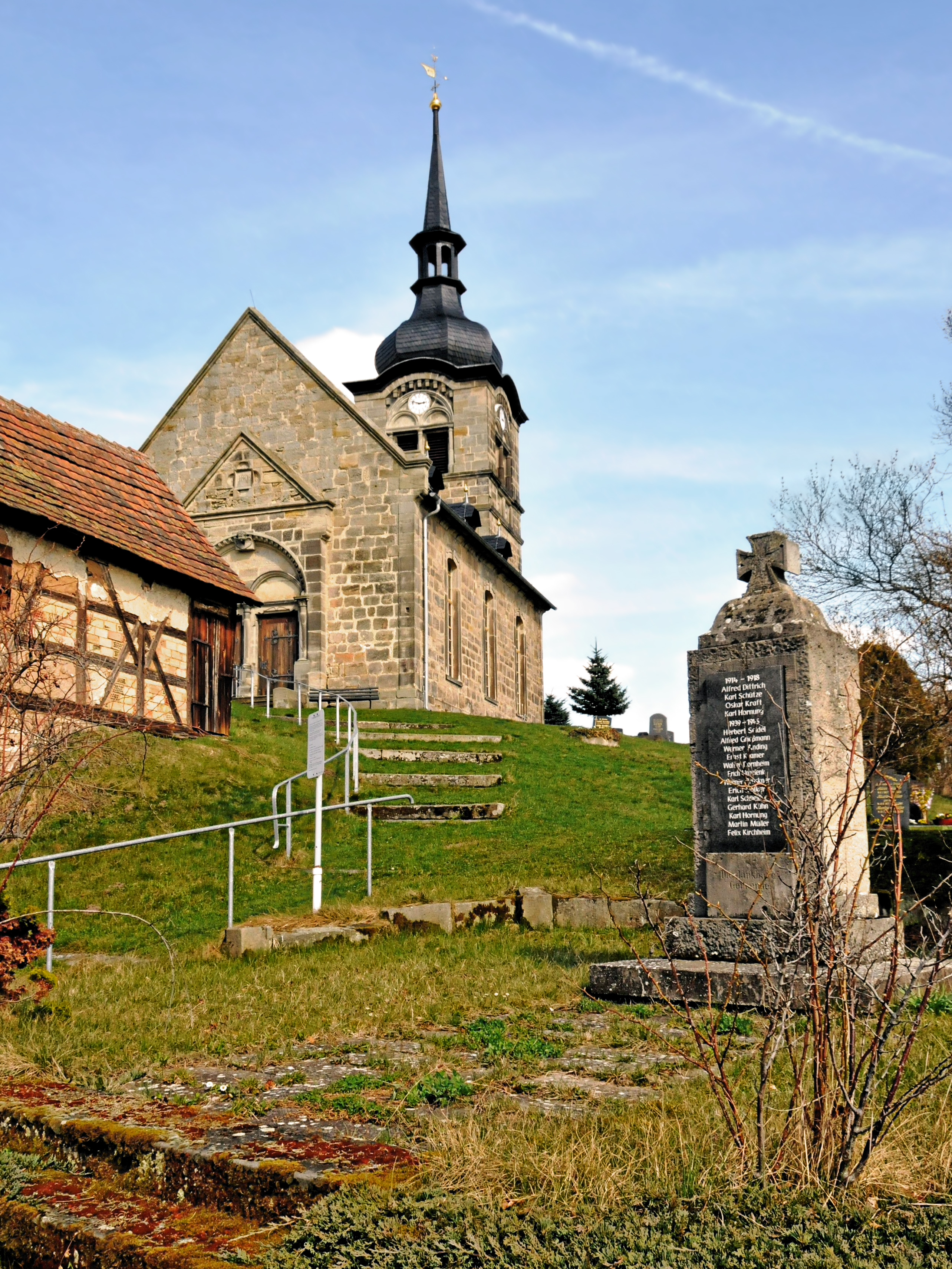
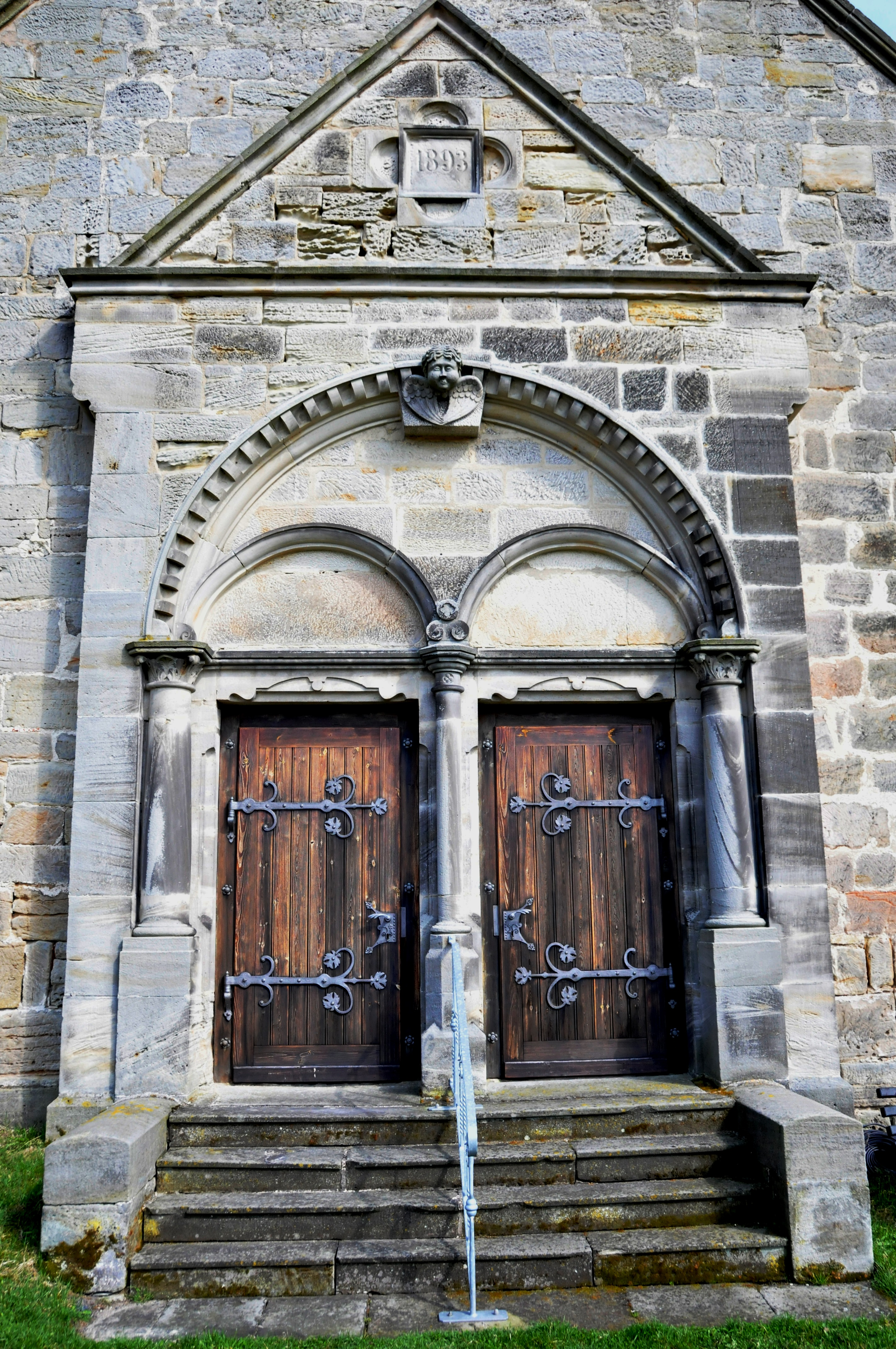